# Voivodat de Vàrmia i Masúria
Vàrmia i Masúria - en polonès Warmia i Mazury - és un dels 16 voivodats de Polònia, segons la divisió administrativa del 1998. Les principals ciutats són:
- Olsztyn (177.200)
- Elbląg (130.800)
- Ełk (57.200)
- Ostróda (35.400)
- Iława (34.000)
- Giżycko (31.500)
- Kętrzyn (30.100)
- Szczytno (27.000)
- Bartoszyce (26.400)
- Mrągowo (23.400)
- Działdowo (21.100)